# Функция Гранди
Функция Гранди — функция в теории графов.

## Определение
Рассмотрим орграф {\displaystyle D=(V,X)}. Функция {\displaystyle g(v)}, ставящая в соответствие каждой вершине {\displaystyle v\in V} целое число {\displaystyle g(v)\geqslant 0}, называется функций Гранди для орграфа {\displaystyle D}, если в каждой вершине {\displaystyle v\in V} число {\displaystyle g(v)} является минимальным из всех целых неотрицательных чисел, не принадлежащих множеству {\displaystyle \left\{g(w)\mid w\in D(v)\right\}} и {\displaystyle g(v)=0} при {\displaystyle D(v)=\varnothing }.  

## Свойства
- Если орграф {\displaystyle D=(V,X)} допускает функцию Гранди, то найдется вершина {\displaystyle v\in V} такая, что {\displaystyle g(v)=0}[1].
- Пусть {\displaystyle D=(V,X)} - орграф без контуров. Тогда {\displaystyle D} допускает и притом единственную функцию Гранди [2]. Для графов с контурами справедлив результат "Если граф допускает функцию Гранди {\displaystyle g(v)}, то существует его подграф, не содержащий контуров, имеющий ту же функцию Гранди  {\displaystyle g(v)}". (Erusalimsky I.M. Family of Grandy Functions for oriented graphs. Tr. J. Math 19, No 3, 269-273)
- Если орграф {\displaystyle D=(V,X)} допускает функцию Гранди {\displaystyle g(v)}, то множество вершин {\displaystyle N=\left\{v\in V\mid g(v)=0\right\}} является ядром этого орграфа[3].